# エゲッドバス
エゲッド （ヘブライ語: אגד, 英語: Egged）は、イスラエルのバス会社であり、世界第2位の営業規模を誇る。従業員6,117人、バス3,303 台を保有し、路線数は1,038以上、特別線も含むと3,984以上ある。1日あたりの運行本数は 44,957本であり、営業キロ数は810, 519kmである。イスラエル全土をカバーし、各都市間のほかキブツ・モシャブ・ユダヤ人入植地などを結んでいる。また、ハイファやテルアビブとエイラットを結ぶ路線は、夜行バスも運行している。

## 歴史
エゲッド社は1933年に小さなバス会社4社の合併によって創立された。1951年、同社は北シャハール・バス社と南ドロム・イェフダ・バス社を合併し、イスラエル全国をカバーする官営バス社として発展する。6日戦争後にはエルサレムにあったハ・メカシャール社と合併する。「エゲッド（連合）」の社名は、イスラエルの詩人ハイム・ナフマン・ビアリクによって名づけられた。
第1次～第4次中東戦争においては、エゲッド社はイスラエル国防軍を支援し、多くの兵士の戦場への輸送に携わった。
新自由主義政策を採るネタニヤフ政権による民営化にもかかわらず、エゲッド社は未だイスラエル国内旅客バス業界において大きな地位を占め、路線バス・都市間長距離バスとしての役割を担っている。また、ネタニヤフ政権による民営化は従業員たちの反発を買い、大規模なストライキを招き、結果・サービスの低下に繋がったともいわれる。現在も、エゲッド社の社員は頻繁にストライキを敢行し、その度に管理職の職員や退職者が臨時にバスの運行に携わる始末である。
また、エゲッド社が公式のウェブサイトを作成した際には、ヘブライ語とロシア語のみであったため、ヘブライ語もロシア語も読めない者にとっては不便であったが、現在は上記２言語に加えて英語版も作成されているが、未だにアラビア語のサイトは作られていない。

## 概要
路線バスの初乗り料金は6.6シェケル（130円程度）のほか、子供・学生・兵士には割引がある。ネゲブ方面やガラリヤ方面へ行く長距離バスは事前予約ができる。エゲッド社の本社はテルアビブにある。イスラエル全土をカバーし、各種ツアーも主催している。テルアビブ都市圏ではダン社や、カディモン社もバスを運行している。現在エゲッド社が使用している車種はメルセデス・ベンツ、ボルボ、MANである。エゲッド・バスは他のイスラエルにおける公共交通機関と同様に原則として金曜日の午後から土曜日の夕方まではバスの運行を行わない。しかし、ハイファにおいては土曜日でもバスの運行を行っている。また、エゲッドバスは、エルサレム市などある特定の市内を走行するバスに乗車する際に、10回分の料金で11回乗車することを可能にする「カルティシヤ」という回数券を発行したり、また、ある特定の市内のバスを1か月間乗り放題になる定期券も発行している。